# Ardian
Ardian (ex Axa Private Equity) è una società di investimento di private equity indipendente con sede in Francia, fondata e gestita da Dominique Senequier. È uno dei più grandi fondi di private equity con sede in Europa. L'azienda è stata originariamente fondata da Dominique Senequier nel 1996 come divisione di private equity del Gruppo AXA, ma in seguito ha ottenuto l'indipendenza nel 2013 e si è rinominata Ardian.
Il nome Ardian (ar・di・an) è stato ispirato da un'antica lingua europea in cui "hardjan" significa forza, durata e audacia. Ardian gestisce nel 2020 un patrimonio di oltre 100 miliardi di dollari in Europa, Nord America e Asia e ha quindici uffici (Parigi, Londra, Francoforte, Milano, Madrid, Zurigo, New York, San Francisco, Pechino, Singapore, Tokyo, Jersey, Lussemburgo, Santiago e Seul). L'azienda offre fondi di fondi, fondi diretti, infrastrutture, private debt, immobili, e gestisce un portafoglio diretto di oltre 150 società. I suoi segmenti di fondi di fondi possiedono partecipazioni in oltre 1500 fondi. Gli 880 investitori di Ardian includono investitori istituzionali, fondi di fondi, agenzie governative, fondi sovrani, family office, fondi pensione e compagnie di assicurazione.  L'azienda è stata classificata come una delle più grandi società per importo raccolto in azioni da Private Equity International, ed è stata nominata "Società dell'anno" 2013 dai lettori di Private Equity International.

## Storia
Originariamente parte di Axa Investment Managers, il ramo d'investimento di Axa, la società ha operato con il nome di AXA Private Equity fino al 2013, quando l'azienda ha ottenuto lo status di indipendente ed è stata rinominata Ardian.

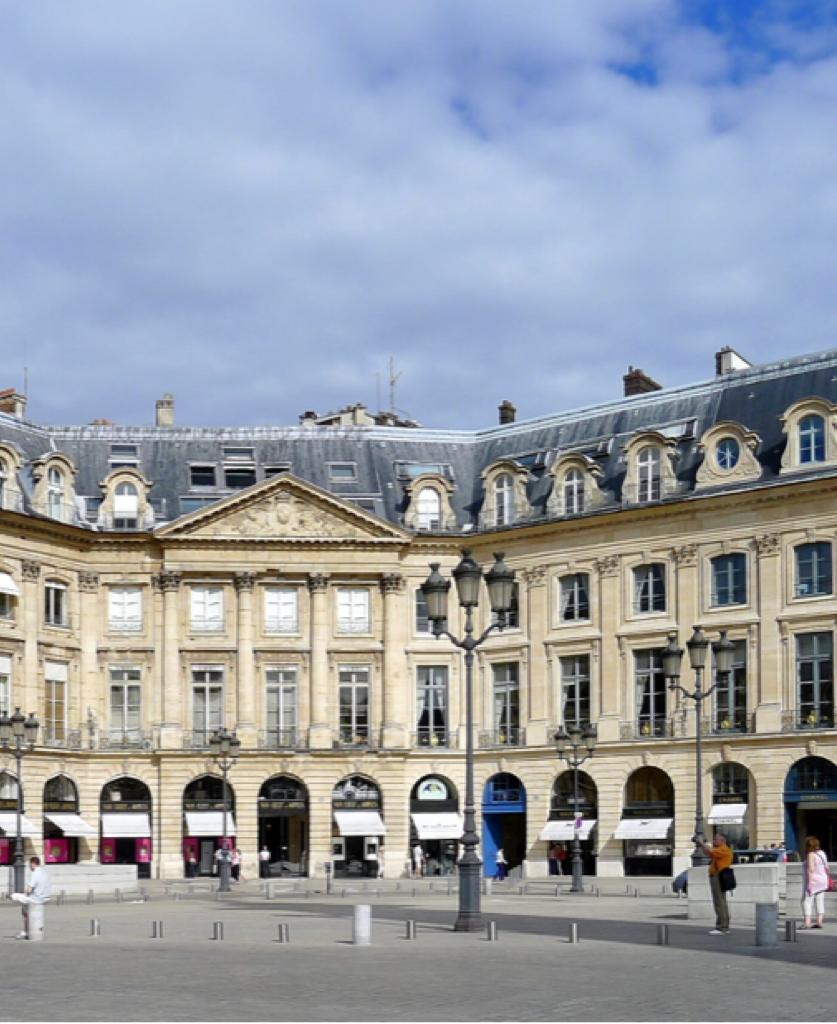
Sede centrale a Place Vendôme 20

Nel 1996, Claude Bébéar, fondatore ed ex CEO di Axa, ha incaricato Dominique Senequier, nel 1972 una delle prime sette donne ammesse all'Ecole Polytechnique in Francia, della creazione di un'entità di private equity presso Axa. Con sede a Parigi, Axa Private Equity ha iniziato con dieci clienti e un patrimonio di 100 milioni di euro.  Il primo investimento ha avuto luogo nel 1998 nella società GSI Banque Linedata.
Nel 1999 l'azienda ha aperto uffici a Londra e New York. Nello stesso anno ha lanciato la sua strategia di investimento in fondi di fondi.
Nel 2001 entra nel mercato tedesco aprendo un ufficio a Francoforte, nel 2005 apre a Singapore entrando nel mercato asiatico, nello stesso anno lancia la sua strategia di investimento in infrastrutture.
A seguito della crisi finanziaria del 2007, la società ha posticipato tutte le nuove operazioni e si è concentrata sulla gestione del suo portafoglio, nel tentativo di proteggere le sue società dagli effetti della crisi.
Nel 2008, Dominique Senequier ha insistito per distribuire una percentuale più alta delle plusvalenze della società ai dipendenti delle società nel portafoglio di Ardian.
Nel 2009, Ardian ha acquisito il 100% di Kallista, un'azienda francese specializzata nella produzione di energie rinnovabili. Ardian ha poi investito molto nei trasporti, nell'energia, nell'approvvigionamento idrico e nella gestione dei rifiuti. Tra il 2005 e il 2014 sono stati investiti 2,5 miliardi di euro nei sistemi infrastrutturali.
Nello stesso anno ha adottato i "Principi per l'Investimento Responsabile" (PRI) attuati dall'UNPRI e ha pubblicato la sua Carta CSR. Nel 2010, durante l'aumento dell'attività nel mercato secondario del private equity, ha acquisito un portafoglio di private equity da 1,9 miliardi di dollari da Bank of America e un portafoglio di 900 milioni di dollari da Natixis.

### Nascita di Ardian
Quando Axa Private Equity è stata messa in vendita nel 2011, Senequier ha condotto un management buyout per acquisirla dalla società madre Axa. Axa ha mantenuto una quota del 23%, mentre Senequier, Gombault, Gaillard e il gruppo francese del lusso Hermès hanno acquistato quote di circa il 10%. L'azienda è stata ribattezzata Ardian, dal vecchio mondo hardjan, che significa durata e forza. La riconversione dell'azienda venne completata nel 2013. Secondo i termini dell'accordo, il Gruppo Axa ha mantenuto la proprietà del 23% dell'azienda, il management e i dipendenti possedevano il 46% e il restante 31% era detenuto da family office e istituzioni francesi. Nel 2013 l'85% dei dipendenti era azionista e sempre quell'anno Private Equity International ha classificato Ardian tra le più grandi società di private equity per patrimonio in gestione nominandola "Società dell'anno 2013 in Francia".
Dopo aver aperto nel 2012 un ufficio a Pechino per investire nel mercato cinese, nel 2015 l'azienda si è insediata a Madrid, in Spagna.  Il 7 settembre 2015 ha annunciato il lancio di Ardian Real Estate, dedicato agli investimenti in immobili non residenziali in Europa. Un mese più tardi ha aperto una filiale a San Francisco, negli Stati Uniti.  Nel 2016, Ardian ha celebrato il 20º anniversario dell'azienda con un importante piano di espansione, puntando sul Nord America: nei tre anni seguenti sono stati lanciati i fondi North American Buyout and Infrastructure. Nel frattempo è continuata l'espansione in Asia con uffici a Tokyo e Seul, è stato anche aperto il primo ufficio sudamericano a Santiago.
Nel 2020, Ardian ha acquistato PRGX. Nel 2020, l'investitore fondatore Gombault ha lasciato l'azienda. Nel 2022 Ardian ha acquistato Míla, la più grande società di infrastrutture di telecomunicazioni islandese.
Nel febbraio 2023, Ardian ha aperto un ufficio ad Abu Dhabi, inaugurato alla presenza dell'allora ministro dell'economia Bruno Le Maire. Il 14 settembre 2023, Ardian ha creato una posizione di Chief Executive Officer per rafforzare la propria governance. Sarà occupato da Mark Benedetti, fino ad allora presidente del Comitato esecutivo di Ardian.
Nel gennaio 2025, Ardian ha acquisito per 837 milioni di euro dal gruppo Kering di Francois Pinault il 60% di un pacchetto di tre immobili di prestigio a Parigi: l'Hotel de Nocé in place Vendome e due edifici in avenue Montaigne.